# Alice Goodwin
Alice Goodwin (Stoke-on-Trent, 13 dicembre 1985) è una modella britannica.

## Biografia
Alice è nata a Stoke-on-Trent nella contea dello Staffordshire; ha frequentato la Newcastle-under-Lyme School e in seguito si è iscritta alla Keele University.

### Carriera
La sua carriera da modella è iniziata casualmente nel maggio del 2008, quando fu notata da un fotografo sulla spiaggia di Bournemouth, così come accadde all'altra modella inglese Lucy Pinder, 5 anni prima nello stesso luogo.
Come per Lucy Pinder, i suoi primi scatti furono presentati sul tabloid britannico Daily Star.
Da allora ha proseguito la carriera di modella glamour e ha posato in topless per numerosi servizi fotografici dei magazines inglesi, come Zoo Weekly, Nuts e Maxim. 
Inoltre, appare regolarmente sul canale televisivo Elite TV.
Si è sottoposta ad un intervento di chirurgia plastica per aumentare il suo già notevole seno.
Nel 2009, i lettori del magazine Zoo Weekly hanno votato il suo topless come il migliore dell'anno.
Ha realizzato un calendario sexy per l'anno 2010. Si è ripetuta posando nuda per il calendario 2011 e per quello 2012.

### Vita privata
Ha avuto una breve storia con il calciatore Cristiano Ronaldo. In seguito si è sposata con Jermaine Pennant.